# Сокиринский дворцово-парковый ансамбль
Сокиринский дворцово-парковый ансамбль или Усадьба Галаганов в Сокиринцах — дворцово-парковый ансамбль и памятник архитектуры национального значения в Сокиринцах. Дворец, где бывали Т. Г. Шевченко, Л. М. Жемчужников, О. Н. Вересай, Н. В. Лисенко — памятник истории местного значения. Сейчас здесь размещается Сокиринский профессиональный аграрный лицей (ранее СПТУ № 36) и Сокиринский историко-этнографический музей Остапа Вересая.

## История
Постановлением Совета Министров УССР от 24.08.1963 № 970 «Про упорядочение дела учёта и охраны памятников архитектуры на территории Украинской ССР» («Про впорядкування справи обліку та охорони пам’ятників архітектури на території Української РСР») присвоен статус памятник архитектуры республиканского значения с охранным № 860 под названием Усадьба. Комплекс включает 9 объектов — памятников архитектуры республиканского значения с охранными № 860/1—860/9: дворец, стены и въездные ворота, конюшня, беседка, два служебных флигеля, оранжерея, мостик, парк (Сокиринский парк).
Решением исполкома Черниговского областного совета народных депутатов от 31.05.1971 № 286 дворцу комплекса присвоен статус памятник истории местного значения с охранным № 1787 под названием Дворец, где бывали Т. Г. Шевченко, Л. М. Жемчужников, О. Н. Вересай, Н. В. Лисенко — выдающиеся деятели культуры XIX века.
Памятник О. Н. Вересаю (1971) в Сокиринском парке — памятник монументального искусства местного значения с охранным № 1795.
Решением Совета министров УССР от 29.05.1960 года № 105 части парка присвоен статус парк-памятник садово-паркового искусства республиканского значения под названием Сокиринский парк площадью 40 га. Решением исполкома Черниговского областного совета народных депутатов от 16.07.1968 № 389 другой части парка присвоен статус ботанический заказник местного значения под названием Галагановый заказник (урочище «парк Галагана») площадью 350 га — квартал 19-34 Сокиринского лесничества (ГП Прилукский лесхоз). Решением исполкома Черниговского областного совета народных депутатов от 08.09.1958 № 861 200-летнему платану в парке присвоен статус ботанического памятника природы местного значения под названием Уникальное дерево-экзот площадью 0,01 га. Решением исполкома Черниговского областного совета народных депутатов от 27.04.1964 № 236 клёну белому (Шевченковский явор) в парке присвоен статус ботанического памятника природы местного значения под названием Сокиринский явор площадью 0,01 га.

## Описание
Дворец построен в стиле ампир в период 1826—1829 годы по заказу Павла Григорьевича Галагана архитектором П. А. Дубровским на западной окраине Сокиринцев на правом берегу реки Утка. В период 1823—1825 года садовником И. Е. Бистельдом при участии архитектора П. А. Дубровского вокруг дворца был заложен ландшафтный парк с беседкой, церковью и часовней, плотиной пруда на реке и двумя мостами. В дворце была большая творческая галерея (стала основой для основания Черниговского художественного музея), уникальная драгоценная коллекция посуды и оружия. Здесь действовал крепостной театр и хор. У Павла Галагане гостевали выдающиеся деятели культуры XIX века, такие как: Т. Г. Шевченко, Л. М. Жемчужников, О. Н. Вересай, Н. В. Лисенко.
Каменный, двухэтажный, прямоугольный в плане, с большим декоративным куполом в центре. Главный фасад (северо-западный) украшен 8-колонным портиком ионического ордера (второго этажа), поставленный на аркаду (первого этажа). Парковый фасад (юго-восточный) с 6-колонным портиком (второго этажа) на аркаде (первого этажа), от портика на уровне парадных комнат второго этажа спускается пандус с балюстрадой, который расширяется к низу и плавно сообщается с парком. По обе стороны в конце 19 века, как завершение балюстрад, были установлены мраморные копии античных скульптур и декоративные вазы. В доме насчитывалось 60 комнат, которые сообщались между собой преимущественно по анфиладной системе. Дворец галереями (крытыми переходами общей длинной 105 м) соединяется с двумя двухэтажными флигелями.
Главный фасад направлен на северо-запад в сторону парадного въезда, к которому ведёт широкая аллея длиной 400 м. Дворец, стены и въездные ворота, аллея из служебными флигелями по обе стороны неё образовывают парадную часть усадьбы. Севернее расположены хозяйственные дворы (скотный и конный) с помещениями для скота, конюшней, сараями.
Парк ансамбля имеет общую площадь 427 га, часть которого вокруг дворца на правом берегу реки Утка площадью 77 га (из которых 40 га парк-памятник садово-паркового искусства) — территория лицея, на левом берегу реки — Галагановый ботанический заказник (урочище «парк Галагана») площадью 350 га. В восточном направлении от дворца к селу вела прямая аллея, на которой были расположены две церкви и колокольня (не сохранились). Рядом находится оранжерея с теплицами — единственный на Левобережной Украине комплекс сооружений данного типа, что сохранился. На территории парка правого берега расположены ротонда-беседка (изначально было две, одна не сохранилась), два мостика (Красный и Готический). В границах парка-памятника садово-паркового искусства расположены два памятника природы: Сокиринский явор и Уникальное дерево-экзот.
11 ноября 1920 года был открыт Сокиринский сельскохозяйственный техникум для подготовки с/х специалистов, который разместился в бывшем дворце Галаганов. В 1972 году был реорганизован в СПТУ № 36, ныне — Сокиринский профессиональный аграрный лицей.
В 1959 году также в бывшем дворце Галаганов — в помещении техникума — была открыта музей-комната О. П. Вересая. В 1972 году музейная экспозиция была расширена до двух комнат. В 28.11.2001 году был зарегистрирован при учреждении образования мемориальный музей Остапа Вересая. В 1971 году в Сокиринском парке был открыт Памятник О. Н. Вересаю — памятник монументального искусства местного значения с охранным № 1795.

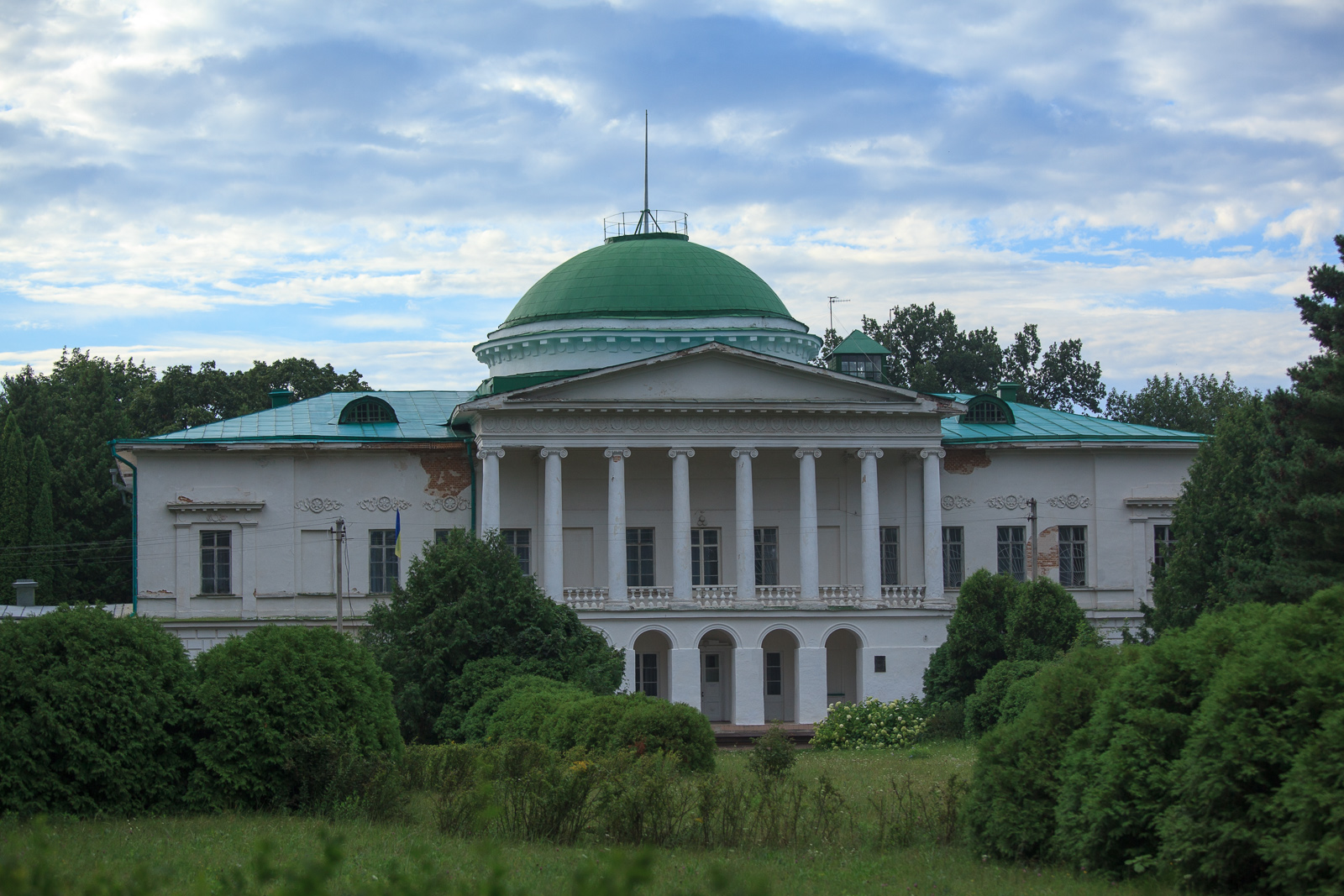
главный фасад дворца
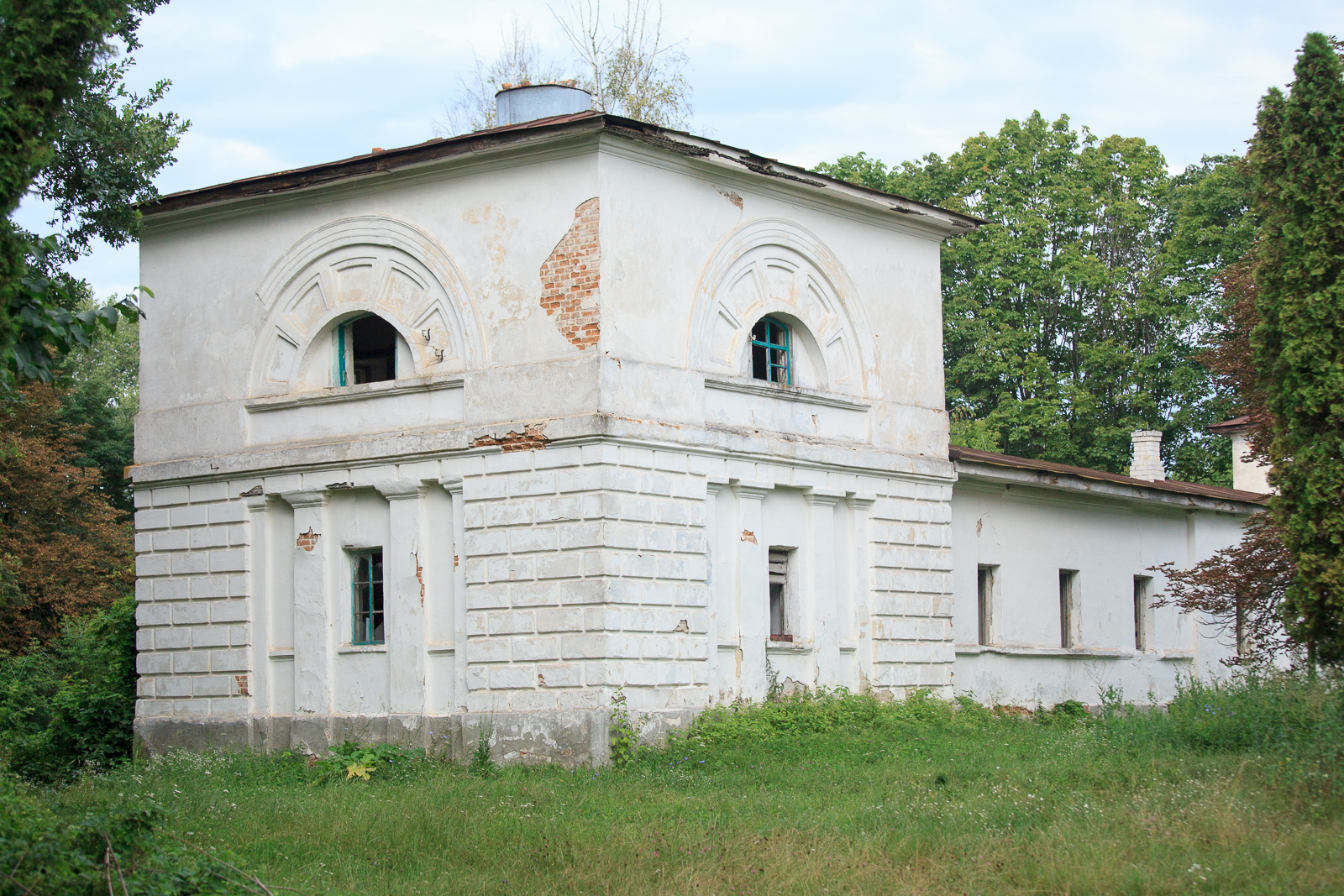
южный флигель
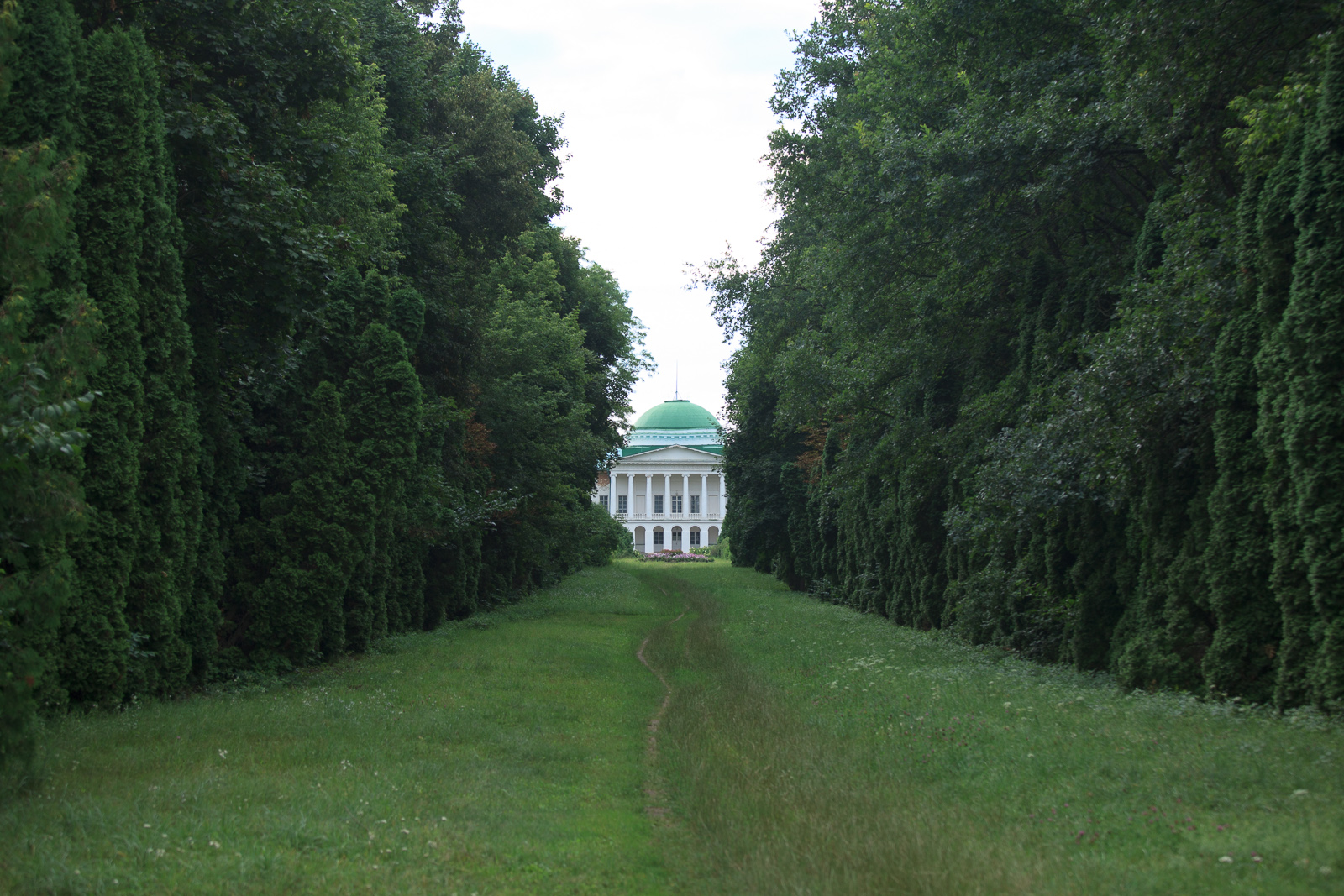
аллея к дворцу
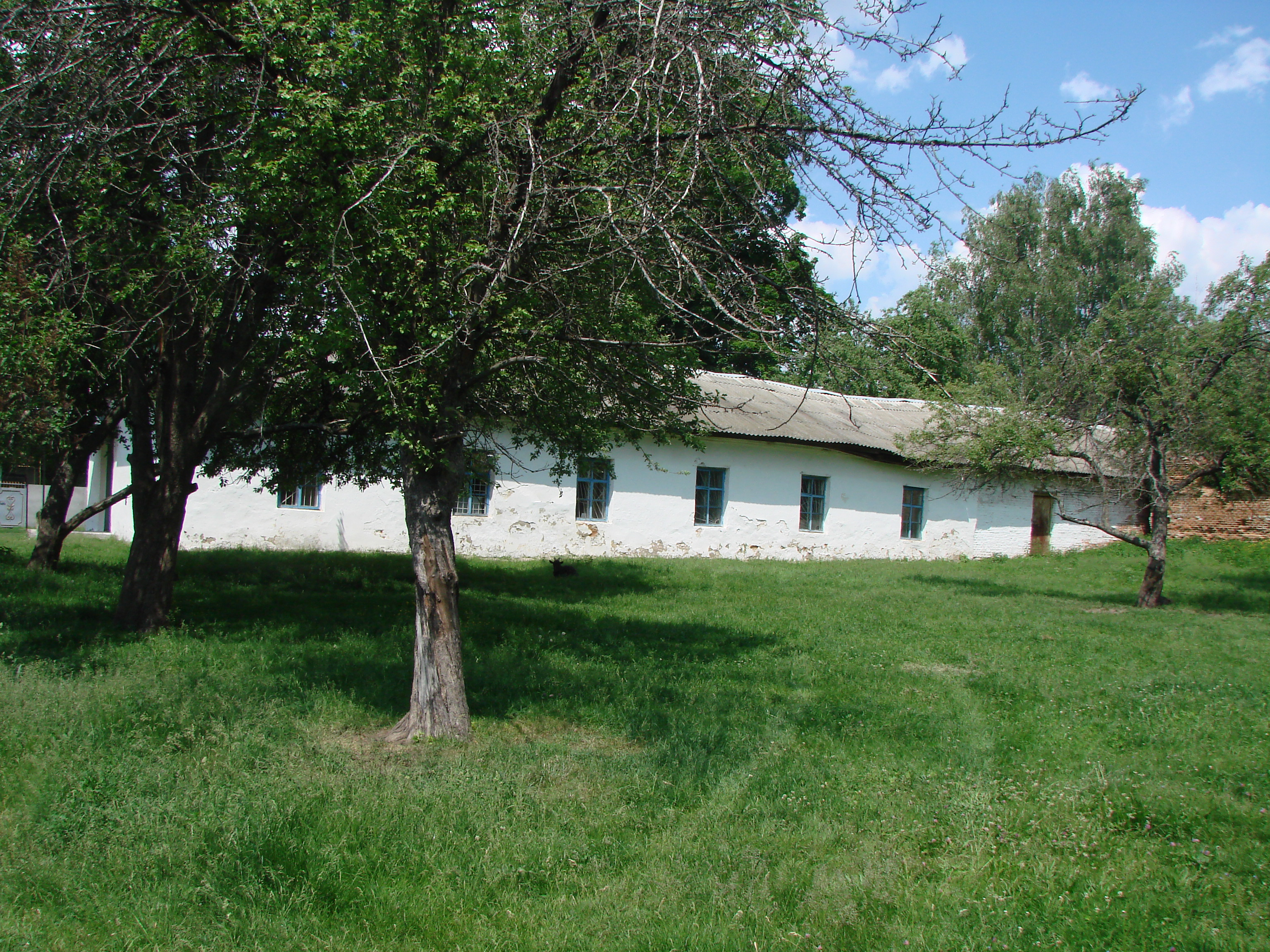
конюшня